# Фернандес де Моратин, Леандро
Леандро Фернандес де Моратин (исп. Leandro Fernández de Moratín; 10 марта 1760[…], Мадрид, Королевство Испания — 21 июня 1828, Париж, Реставрация Бурбонов) — испанский писатель

, драматург, переводчик и поэт неоклассицизма, прозванный «испанским Мольером»; известен также под псевдонимом «Inarco Celenio».

## Биография
Леандро Фернандес де Моратин родился 10 марта 1760 года в испанской столице в семье известного писателя Николаса Фернандеса де Моратина
. Пойдя по стопам отца уже в семь лет начал писать стихи, а в семнадцатилетнем возрасте получил за свою поэму академическую премию. Учился в Вальядолидском университете. 
Довольно критично относясь к учениям, предлагаемым в то время в испанских университетах, он многое впитал в богатой литературной среде своего отца и стал поклонником идей Просвещения. Помимо перевода произведений Мольера и Уильяма Шекспира на испанский язык, он и сам стал крупным поэтом, драматургом и литератором, чьи произведения продвигали реформистские идеи, связанные с испанским Просвещением. В начале своей карьеры его поддерживал государственный деятель и писатель Гаспар Мельчор де Ховельянос, который в 1787 году организовал для него годовое обучение в столице Франции городе Париже. В 1792 году испанское правительство предоставило ему средства для поездки в Англию, чтобы продолжить образование.
В «ЭСБЕ» утверждается, что «своей цели — вытеснить плохие подражания старинным драматургам — М. не достиг; возродить испанскую драму в ложно-классическом франц. вкусе ему также не удалось», но там же говорится, что «Оды, сонеты, в особенности романсы М. проникнуты национальным духом.»
Даже излишне политизированное первое издание «Большой советской энциклопедии» оценивало творчество автора довольно лояльно: «Находясь под влиянием франц. классицизма (см.), М. своими комедиями внес на испанскую сцену легкий и изящный диалог франц. драматургии, классицистическую четкость построения... Наибольшей популярностью пользовались его сатирич. комедии: «Новая комедия, или Кафе» (1792), высмеивающая бездарных драматургов, и комедия «Да девушек» (1805), в к-рой М. осмеял существующее светское воспитание. До сих пор сохранила свое значение историч. работа М. «Начало испанского театра»...», однако вышедшая чуть позднее «Литературная энциклопедия», руководствуясь очевидно далёкими от литературы критериями, напечатала следующие строки:

Отличительной чертой буржуазной идеологии М. являются ее консерватизм и примиренчество, к-рое в драматургической практике нашло свое выражение в «нейтральном», беззубом и социально-притупленном реализме, а в практике общественной — в верной службе испанской монархии, опекавшей буржуазию старой формации, тесно сросшуюся со «старым порядком».

На деле автор — сторонник Жозефа Бонапарта, чьё правление позволяло выражать либеральное мышление в гораздо большей степени, чем был готов терпеть испанский бурбонский монарх Карлос IV, некоторое время должность директора королевских театров, затем получил должность королевского библиотекаря. Однако его комедия 1805 года «El sí de las niñas» была осуждена после восстановления инквизиции, когда Фердинанд VII вернул себе трон после падения Бонапартов, и Фернандесу де Моратину пришлось отказаться от драматургии; он был вынужден навсегда эмигрировать во Францию.
Леандро Фернандес де Моратин скончался 21 июня 1828 года в Париже и был погребён на кладбище Пер-Лашез, откуда в 1855 году его тело было перенесено в Испанию на столичное кладбище Сан-Хусто, а оттуда на мадридское кладбище Святого Исидора в Пантеон выдающихся людей.